# Kanada na Zimowej Uniwersjadzie 2009
Kanadę na Zimowej Uniwersjadzie w Harbinie będzie reprezentowało 91 zawodników .

## Medale

### Złoto
- Andrea Bevan, Andrea Boras, Alyssa Cecere, Cathy Chartrand, Kori Cheverie, Melinda Choy, Leah Copeland, Stacey Corfield, Vanessa Davidson, Annie Del Guidice, Brayden Ferguson, Caroline Hill, Kayla Hottot, Andrea Ironside, Jennifer Newton, Marieve Provost, Stephanie Ramsay, Rayanne Reeve, Courtney Unruh, Kelsey Webster – hokej na lodzie, turniej kobiet

### Srebro
- Steve Dasilva, Derek Endicott, Kyle Fecho, Jason Fransoo, Travis Friedley, Steven Gillen, Michael Hellyer, Brant Hilton, Reid Joergensen, Ben Kilgourd, Chad Klassen, Craig Lineker, Ian McDonald, Dustin Moore, Brett O'Malley, Matt Pepe, Ryan Pottruff, Kyle Ross, Aaron Sorochan, Torrie Wheat, Rick Wood, Brian Woolger – hokej na lodzie, turniej mężczyzn
- Guillaume Bastille – short track, 1000 metrów
- Guillaume Bastille, Alex Boisvert Lacroix, Richard Schoebridge, Tyler Derraugh – short track, sztafeta mężczyzn
- Erica Butler, Laura Hickey, Danielle Ingis, Hilary McDermott, Hollie Nicol – curling, turniej kobiet

### Brąz
- Valerie Lambert, Annik Plamondon, Nita Avrith, Marie Andree – short track, sztafeta kobiet

## Kadra

### Hokej na lodzie
- Steve Dasilva, Derek Endicott, Kyle Fecho, Jason Fransoo, Travis Friedley, Steven Gillen, Michael Hellyer, Brant Hilton, Reid Joergensen, Ben Kilgourd, Chad Klassen, Craig Lineker, Ian McDonald, Dustin Moore, Brett O'Malley, Matt Pepe, Ryan Pottruff, Kyle Ross, Aaron Sorochan, Torrie Wheat, Rick Wood, Brian Woolger – turniej mężczyzn

Mecze grupowe
| Kanada | : | Chiny           |
| Kanada | : | Wielka Brytania |
| Czechy | : | Kanada          |
| Kanada | : | Kazachstan      |

- Andrea Bevan, Andrea Boras, Alyssa Cecere, Cathy Chartrand, Kori Cheverie, Melinda Choy, Leah Copeland, Stacey Corfield, Vanessa Davidson, Annie Del Guidice, Brayden Ferguson, Caroline Hill, Kayla Hottot, Andrea Ironside, Jennifer Newton, Marieve Provost, Stephanie Ramsay, Rayanne Reeve, Courtney Unruh, Kelsey Webster – turniej kobiet

| Wielka Brytania | : | Kanada    |
| Kanada          | : | Finlandia |
| Kanada          | : | Słowacja  |
| Kanada          | : | Chiny     |
| Kanada          | : | Japonia   |

### Short track
- Nita Avrith
- Guillaume Bastille
- Alex Boisvert Lacroix
- Tyler Derraugh
- Valerie Lambert
- Marie Andree
- Liam McFarlane
- Annik Plamondon
- Richard Shoebridge
- Marianne Gelais

### Łyżwiarstwo szybkie
- Vincent Blouin
- Anastasia Bucsis
- Kirsty Lay
- Justine L'Heureux
- Mykola Makowsky
- Philippe Riopel
- Shannon Sibold
- Keith Sulzer

### Curling
- Mike Anderson, Paul Arkilander, William Francis, Matt Mapletoft, Scott McGrgor – turniej mężczyzn
- Erica Butler, Laura Hickey, Danielle Ingis, Hilary McDermott, Hollie Nicol – turniej kobiet

### Biegi narciarskie
- Simon Beaudet
- Anna Crawford
- Mallory Deyne
- Gavin Hamilton
- Nils Lokken
- Edward McCarthy
- Alexia Pichard
- Terrel Stephen
- Carl Steudler
- Alana Thomas
- Mary Thompson

### Biathlon
- Jytte Apel
- Patrick Côté
- Alexandre Dumond
- Alicia Hurley
- David Johns
- Francois Leboeuf
- Maxime Leboeuf
- Stuard Lodge
- Kathryn Stone
- Tatiana Vukadinovic